# Андрєєв Дмитро Олександрович
Дмитро́ Олекса́ндрович Андрє́єв — підполковник Збройних сил України; учасник російсько-української війни.
Станом на березень 2017-го — заступник командира ескадрильї, 18-та окрема бригада армійської авіації.

## Нагороди
За особистий внесок у зміцнення обороноздатності Української держави, мужність, самовідданість і високий професіоналізм, виявлені під час виконання військового обов'язку, та з нагоди Дня Збройних Сил України нагороджений орденом Богдана Хмельницького III ступеня (2.12.2016).
26 березня 2022 року за особисту мужність і самовіддані дії, виявлені у захисті державного суверенітету та територіальної цілісності України, вірність військовій присязі нагороджений орденом Богдана Хмельницького II ступеня.